# Hålberg
Hålberg, även Hålbergsliden (umesamiska Rájggievárrie), är en by, tillika gammal järnvägsstation i sydöstra delen av Arvidsjaurs kommun, mellersta Lappland.
Hålberg ligger längs Järnvägslinjen Jörn-Arvidsjaur cirka 3 kilometer norr om riksväg 95. Byn består av enfamiljshus samt bondgårdar.
Hålbergslidens järnvägsstation är numera nedlagd.